# (15000) CCD
(15000) CCD ist ein Hauptgürtelasteroid, der am 23. November 1997 von Spacewatch entdeckt wurde.
Der Name verweist auf die Verwendung von CCD-Sensoren Charge Coupled Device als Detektor bei Himmelsaufnahmen. Die Benennung erfolgte am 11. November 2000.